# Поважские говоры

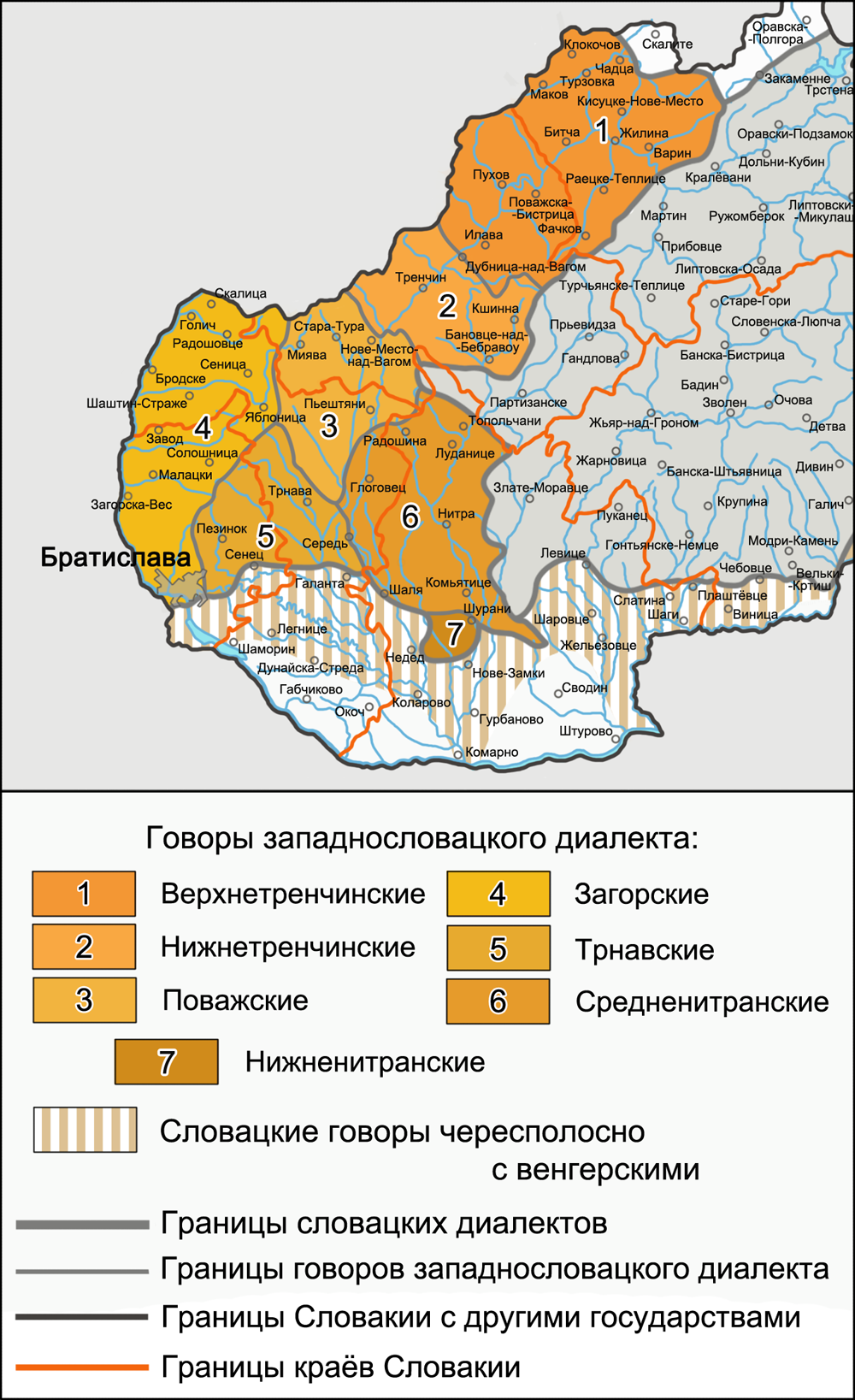
Поважские говоры на карте западнословацкого диалекта

По́важские го́воры (также поважский диалект; словац. považské nárečie, piešťanské nárečie) — говоры западнословацкого диалекта, распространённые в центральной части западнословацкого диалектного ареала (в среднем течении реки Ваг). Входят вместе с верхнетренчинскими и нижнетренчинскими в число северных западнословацких говоров согласно классификации, опубликованной в «Атласе словацкого языка» (Atlas slovenského jazyka), по классификации, опубликованной в «Атласе населения Словакии» (Atlas obyvatel’stva Slovenska), поважские говоры включают в число южных говоров западнословацкого макроареала, Р. Крайчович (R. Krajčovič) выделяет в поважском ареале пьештянские и миявские говоры, относящиеся к южному региону макроареала западнословацких говоров.
Как и остальные северные западнословацкие говоры, но в меньшей степени, поважские говоры испытали влияние среднесловацкого диалекта, что отражается в наличии в говорах Поважья дифтонгов (прежде всего дифтонга i̯e); билабиального u̯ в конце слога и слова (наряду с v или f в этой же позиции), а также в l-причастиях мужского рода; больше общих явлений со среднесловацким диалектом отмечается в северо-западных поважских (миявских) говорах: слоговые на месте праславянских сочетаний редуцированных с плавным l в позиции после язычного согласного (в остальных поважских говорах в этой позиции — lu или u); флексии порядка a у одушевлённых существительных в форме именительного падежа множественного числа (в остальных говорах — флексии порядка e).
В то же время в поважских говорах отсутствует ритмическое сокращение слога и отсутствуют парные мягкие согласные. Отмечаются удвоенные согласные разного происхождения; флексия i у неодушевлённых существительных мужского рода с основой на s, z в форме предложного падежа; флексия ou̯ у существительных мужского рода в форме родительного падежа множественного числа и т. д. Помимо миявских говоров ряд диалектных особенностей выделяет в поважском ареале северо-восточные и северные (яворинские) говоры.

## Классификация
В классификациях словацких диалектологов поважским говорам определяется различное место в ареале западнословацкого диалекта. В классификации, представленной в «Атласе словацкого языка», 1968, поважские говоры вместе с верхнетренчинскими и нижнетренчинскими относятся к северным говорам и противопоставляются юго-западным говорам — загорским и трнавским, а также юго-восточным — средненитранским и нижненитранским. На диалектологической карте И. Рипки (I. Ripka), 2001, из «Атласа населения Словакии» (Atlas obyvatel’stva Slovenska) поважские говоры вместе с загорскими, трнавскими и нижненитранскими относятся к говорам южного региона в составе западнословацкого макроареала и противопоставляются говорам северного региона — верхнетренчинским, нижнетренчинским и кисуцким. В классификации Р. Крайчовича поважский ареал занимают пьештянские, относящиеся к основным, и переходные миявские говоры в составе говоров южного региона западнословацкого диалекта (к южным он относит также основные загорские, трнавские и глоговские, а также переходные нижненитранские говоры). Согласно классификации, опубликованной в издании Encyklopédia jazykovedy, 1993, поважские вместе с трнавскими и нитранскими говорами составляют южную группу говоров, противопоставляемую северной группе (с верхнетренчинскими, нижнетренчинскими и кисуцкими говорами) и загорской группе (с собственно загорскими и скалицкими говорами).
В составе поважских говоров в их крайне северо-западном ареале выделяют миявские, или миявско-брезовские, говоры (в районе города Миява), в северном ареале — яворинские говоры и на всей остальной территории — собственно поважские говоры (в районе городов Нове-Место-над-Вагом и Пьештяни).

## Ареал и название
Поважские говоры распространены в западных районах Словакии на границе с Чехией в среднем течении реки Ваг. По современному административно-территориальному делению Словакии ареал поважских говоров расположен в юго-западных районах Тренчинского края (в районе городов Миява, Нове-Место-над-Вагом, Стара-Тура) и северо-восточных районах Трнавского края (в районе города Пьештяни).
С северо-востока к ареалу поважских говоров примыкает область распространения нижнетренчинских говоров северной западнословацкой группы, с востока — ареал среднесловацких верхненитранских говоров, с юго-востока — ареал западнословацких средненитранских говоров. На юго-западе поважские говоры граничат с трнавскими говорами, на западе — с загорскими говорами западнословацкого диалекта. На севере к ареалу поважских говоров примыкает область распространения копаничарских говоров восточноморавской (моравско-словацкой) диалектной группы.
Поважские говоры именуются по названию реки Ваг, протекающей по территории их распространения, по названию наиболее крупного населённого пункта названы говоры той ли иной части поважского ареала: миявские говоры (по названию города Миява), пьештянские (собственно поважские) говоры (по названию города Пьештяни), с названием реки Яворина связано название яворинских говоров.

## Особенности говоров

### Западнословацкие диалектные черты
Для поважских говоров характерно большинство диалектных явлений, присущих для западнословацкого диалекта в целом, к ним относятся такие фонетические черты, как:
1. Наличие фонологически долгих гласных: собственно долгие гласные á, í, ú; соответствующие среднесловацким дифтонгам исконные долгие монофтонги é, ó, á и монофтонгизировавшиеся или распавшиеся дифтонги. При этом в отличие от большинства западнословацких говоров, в которых отсутствуют дифтонгов, в поважских говорах под влиянием среднесловацкого диалекта распространились некоторые из дифтонгов или сочетаний гласных, напоминающих дифтонги, прежде всего i̯e, реже vó и i̯a.
2. Отсутствие закона ритмического сокращения слога (закона слоговой гармонии, согласно которому в слове не могут следовать друг за другом два слога с долгими гласными): xválím «я хвалю», krásní и т. п.
3. Тенденция к утрате парных мягких согласных — их полное отсутствие или наличие только одной пары по твёрдости / мягкости n — ň.
4. Палатализация согласных в позициях перед e из ě или ę.
5. Инициальное ударение, всегда падающее на первый слог.

Среди западнословацких фонетических черт отмечаются также праславянские рефлексы:
1. Наличие в большинстве случаев на месте праславянских сочетаний *orT-, *olT- не под акутовым ударением roT-, loT-: rokita, rost’em, vloňi и т. п.
2. Сохранение сочетаний tl, dl или изменение их в ll (исключая причастия на -l): krídlo / kríllo, šidlo / šillo.
3. Изменение согласного ch в š по второй палатализации: Češi, mňíši и т. п.
4. Изменение сочетания редуцированных с плавным l̥ (tьlstъ) в позиции между двумя согласными, один из которых язычный, в сочетание lu (tlust). Исключение составляют миявские говоры, в которых в этой позиции представлены слоговые согласные.
5. Изменение редуцированного в сочетаниях trъt, tlъt, trьt, tlьt в гласный полного образования: krest, blexa и т. п.

Кроме того к западнословацким фонетическим чертам относится более позднее диалектное явление — вокализация редуцированных ь, ъ в сильной позиции с образованием на их месте e: deska «доска», kotel «котёл», oves «овёс», ocet «уксус», statek «скот», ven «вон», «вне» и т. п., а также другие диалектные черты.
К числу морфологических западнословацких черт относят:
1. Наличие контракции в формах творительного падежа единственного числа существительных и прилагательных женского рода и некоторых местоимений (s dobrú ženú / ženu, s tebú / s tebu) и именительного и винительного падежей единственного числа прилагательных среднего рода (dobré).
2. Распространение окончания -o у существительных среднего рода в форме именительного и винительного падежей единственного числа с фуннкционально мягким согласным в конце основы: líco, srco, vajco, pleco и т. п. или -é, -í: obilé / obilí, znameňé / znameňí.
3. Распространение в большей части говоров окончания -u у одушевлённых существительных на a в форме родительного падежа единственного числа: gazdu, sluhu, при наличии окончания -iв крайне западных говорах западнословацкого ареала: gazdi, sluhi.
4. Наличие окончаний, содержащих гласный порядка e (-i̯e / -é / -i̯é, -ovi̯e / -ové / -ovi̯é) у одушевлённых существительных мужского рода в форме именительного падежа множественного числа: lud’i̯e / ludé / ludi̯é; sinovi̯e / sinové / sinovi̯é; rodičé / rodiči̯e и т. п. В миявских говорах представлены флексии порядка a.
5. Наличие нестяжённых форм родительного и дательного падежей единственного числа притяжательных местоимений 1-го и 2-го лиц: tvojého / tvojjého; tvojému / tvojjému.

### Местные диалектные черты
Помимо общезападнословацких диалектных черт в языковую систему поважских говоров включается ряд собственных местных диалектных особенностей, противопоставляющих данные говоры всему остальному западнословацкому ареалу. В их числе отмечаются такие, как:
1. Полное отсутствие парных мягких согласных, выделяющее поважские среди остальных северных западнословацких говоров. Во всех позициях представлены отвердевшие t и d (реже ассибилированные c и ʒ), как и n и l: deti, dedina, vrátit, dakujem, koni̯éc, prinésli и т. п.
2. Наличие удвоенных согласных разного происхождения: millo; oddix; precca; stunna, najelli sa, drevenní, trojjé, mojjú и т. п.
3. Флексия i у неодушевлённых существительных мужского рода с основой на s, z в форме предложного падежа: po hlasi, na vozi.
4. Флексия ou̯ у существительных мужского рода в форме родительного падежа множественного числа: bratou̯; sinou̯ и т. п. В северо-западном ареале поважских говоров представлена флексия в форме vóf: bratvóf; sinvóf и т. п. Кроме того часто встречается флексия встречается í (в том числе и у существительных женского и среднего рода): mesácí, vozí, dubí, zimí, dreví и т. п.
5. Замена основообразующего суффикса инфинитива i на суффикс e при образовании l-причастий во всех формах или только в формах мужского рода: kúpeu̯ / kúpel, zastreleu̯ / zastrelel — kúpela / kúpila, zastrelela / zastrelila
6. Употребление отрицательных частиц nine или neni в сочетании с личными формами вспомогательного глагола byť «быть»: nine som / neni som, nines / neni si, nine je / neni je.

Также для поважских говоров характерно общезападнословацкое отсутствие закона ритмического сокращения слога, что отличает поважские от остальных северных западнословацких говоров, подвергшихся значительному среднесловацкому влиянию — верхнетренчинских и восточных нижнетренчинских.

#### Черты, общие с чертами среднесловацкого диалекта
Некоторые из языковых черт поважских говоров совпадают с соответствующими чертами среднесловацкого диалекта или развились под его влиянием:
1. Наличие дифтонгов или сочетаний гласных, напоминающих дифтонги в системе вокализма: i̯e, выступающий также как i̯é; i̯a или сочетание vó на месте долгого ó. В пределах западнословацкого ареала дифтонги широко представлены в верхнетренчинских и менее широко в нижнетренчинских говорах.
2. Наличие билабиального u̯ в конце слога и слова (наряду с v или f в этой же позиции), а также в l-причастиях мужского рода.
3. Распространение слоговых на месте праславянских сочетаний редуцированных с плавным l в позиции после язычного согласного, отмечаемых в миявских говорах (в остальных поважских говорах в этой позиции — lu или u).
4. Наличие флексии порядка a у одушевлённых существительных в форме именительного падежа множественного числа, распространённой также в миявских говорах (в остальных говорах — флексии порядка e).

#### Черты северо-восточных говоров
Ряд диалектных признаков выделяет в поважском ареале северо-восточную территорию:
1. Стяжённые формы глаголов настоящего времени.
2. Наличие инфинитивов на -i, заменяемых новообразованиями на -it.
3. Продление основообразующего суффикса инфинитива a и т. п.
4. Флексия e у неодушевлённых существительных мужского рода с основой на s, z в форме предложного падежа (при общеповажской флексии i): po hlase, na voze.